# Heim und Welt
Die Heim und Welt war eine wöchentlich erscheinende deutsche Frauenzeitschrift, die der Klambt-Verlag 1996 übernommen und bis zur Ausgabe 25/2014 herausgegeben hat. Chefredakteurin war seit September 2012 Kerstin Franz, davor war es Barbara Jung. Gegründet wurde die Heim und Welt 1948 in Hannover, wo sie anfänglich als Tageszeitung erschien.

## Berichterstattung
Mit der Übernahme der Heim und Welt durch den Klambt-Verlag im Jahr 1996 wurde der Wandel von einer Wochenzeitung zu einer wöchentlichen unterhaltenden Frauenzeitschrift eingeleitet. Der Untertitel wurde entsprechend von „Die Wochenzeitung für Alle“ auf „Alles für die Frau“ geändert. Wie andere Titel der Regenbogenpresse auch enthielt die Heim und Welt vornehmlich Berichte und Reportagen über europäische Adelshäuser und andere Prominente aus der TV- und Schlagerbranche sowie aus Film, Gesellschaft und Sport. In den Berichten über Prominente nahmen die Bilder einen großen Raum ein und wurden durch relativ wenig Text ergänzt.
Der Rätselteil enthielt eher einfache bis mittelschwere Rätsel. Es gab nur wenige Gewinnrätsel, deren Preise gering ausfielen. Daneben gab es Schicksalsberichte über ganz normale Menschen. Weitere Themen waren Lebenshilfe, Kochen und Backen, Mode, Reisen, Kosmetik und Medizin.

## Anzeigen
Einen großen Raum nahmen Stellenanzeigen für Animierdamen und Prostituierte ein; die Zeitschrift enthielt nach eigenen Angaben Deutschlands größten Stellenmarkt für erotische Stellenanzeigen. Allwöchentlich füllten die etwa 350 Stellenanzeigen etwa sieben Seiten der Zeitschrift. Den Grund, warum das Rotlichtmilieu die eigentlich eher biedere Heim und Welt als zentrale Kontaktbörse ausgewählt hat, kennt auch der Verlagsleiter Rüdiger Dienst nicht. Im allgemeinen Anzeigenteil fanden sich jedoch bereits kurz nach der Gründung mehr und mehr Inserate von Prostituierten. Schon 1950, erst zwei Jahre nach Gründung der Heim und Welt, ließ das Amtsgericht München eine Ausgabe mit Anzeigen, „die eindeutig dazu bestimmt seien, unzüchtigen Verkehr herbeizuführen“, beschlagnahmen. Leserinnen der offiziellen Zielgruppe beschwerten sich regelmäßig beim Verlag über die Anzeigen aus dem Rotlichtmilieu.
Auch die Zeugen Jehovas zählten zu einer nicht unwichtigen Klientel unter der Leserschaft der Heim und Welt. Sie nutzten die Kontakt- und Heiratsanzeigen in der Heim und Welt zur Partnersuche. In den Anzeigen wurde die Zugehörigkeit zu dieser Religionsgemeinschaft genannt, da immer Kontakte zu Glaubensbrüdern oder -schwestern gesucht werden.

## Rügen des Presserates
Zwischen 1985 und 2012 sprach der Deutsche Presserat zwei öffentliche Rügen gegen die Zeitschrift wegen Verstoßes gegen Ziffer 7 des Pressekodex (Trennung von Werbung und Redaktion) aus. In der Entscheidung 1986 ging es um einen ganzseitigen Artikel über ein Magnet-Amulett unter der Überschrift „Glück und Erfolg – Eine wichtige Käuferinformation“, der nicht als Anzeige gekennzeichnet war, und um einen Artikel unter der Überschrift „Die Leber leidet stumm“, in dem ein prominenter Gesundheitsexperte den Namen eines von ihm zusammengestellten Präparats nannte. In beiden Artikeln sah der Presserat eine Verletzung des Trennungsgebots von redaktionellem und werblichem Inhalt, da der erste Artikel als werbliche Veröffentlichung, für die ein Entgelt gezahlt wird, deutlich kenntlich zu machen ist, und da beim zweiten Artikel Information und Werbung miteinander verquickt waren.
Bei der Entscheidung 2010 ging es um den Bericht „Die Top-Lifting-Creme gegen Falten“, in dem ein Kosmetikprodukt, dessen Name und Hersteller genannt wurden, als „prachtvoller Schönmacher“ in den höchsten Tönen gelobt wurde. Der Presserat entschied hier, dass die Grenze zwischen sachlicher Berichterstattung und Schleichwerbung klar überschritten worden sei. Der Verlag teilte mit, dass die Kennzeichnung des Berichts als Anzeige versehentlich unterblieben sei.

## Auflage

Entwicklung der durchschnittlichen jährlichen verkauften Auflage der Heim und Welt nach IVW seit 1979

1964 hatte die Wochenzeitung noch eine wöchentliche verkaufte Auflage von 868.000 Exemplaren. Während andere Regenbogenblätter gegen Ende der 1960er Jahre ihr Produktionsverfahren von Hochdruck und losen Bögen auf Vierfarbdruck und geheftete Seiten im Illustrierten-Format umstellten (Vorreiter war hier die Neue Post, die 1966 umstellte und ihre Auflage zwischen dem 2. Quartal 1963 (228.000 Exemplare) und Ende 1969 (1.600.000 Exemplare) versiebenfachen konnte), damit sie als höherwertig erschienen, wurde die Heim und Welt bis einschließlich 1989 noch im Hoch- bzw. Zeitungsrotationsdruck gefertigt. 1979 wurde letztmals eine Auflage von über 500.000 Exemplaren erreicht. Die Auflage sank weiter, bis sie 1996, zum Zeitpunkt der Übernahme durch den Klambt-Verlag, auf 136.431 Exemplare gefallen war. Der Auflagenrückgang konnte vom neuen Besitzer nur für kurze Zeit gebremst werden, danach setzte sich der Trend fort. Im ersten Quartal 2014 erreichte das Blatt eine verkaufte Auflage von 27.627 Exemplaren. Seitdem wird die Auflage nicht mehr der IVW gemeldet. Der Heftpreis betrug im Juni 2014 im Handel 1,60 Euro.